# Kruiskapel (Krawinkel)
De Kruiskapel is een kapel in Krawinkel in Geleen in de Nederlands Zuid-Limburgse gemeente Sittard-Geleen. De kapel staat in het zuidwesten van Geleen aan de Vouershof. Ten noordwesten van de kapel ligt een begraafplaats.
De kapel is gewijd aan het kruis.

## Geschiedenis
In 1864 werd de buurtschap de Hei afgescheiden van de rest van Krawinkel toen men een spoorlijn aanlegde. Tussen 1880 en 1890 werd aan de Kloosterstraat in de buurtschap de Hei de kapel gebouwd, waarmee men hoopte de sacramentsprocessie van de Augustinusparochie naar de Hei te krijgen.
In 1902 werd de kapel voor het eerst tijdens een processie als rustaltaar gebruikt. Voordat de processie er langs kwam werd het bouwwerk opgeknapt en kreeg de kapel van veldbrandsteen een pleisterlaag. Het gebruik als rustaltaar duurde tot in de jaren 1960.
In 1929-1930 moest een deel van de buurtschap verdwijnen door de aanleg van de Cokesfabriek Maurits, in 1972 gevolgd door het restant van de buurtschap, dat moest wijken voor het bouwen van het de Naftakraker 4 op het DSM-terrein. De kapel, dan gesitueerd langs de weg Geleen-Stein, bleef toen echter staan. In 1978 richtte men het comité Kapel 1902 Awt Kraonkel op die er voor pleitte de kapel te behouden. Het comité zorgde er toen voor dat de kapel op 5 december 1978 werd verplaatst naar zijn nieuwe plek aan de Vouershof. Op 10 juni 1979 werd de kapel opnieuw ingezegend en werd de kapel in sacramentsprocessies als rustaltaar gebruikt.

## Bouwwerk
De wit geschilderde kapel wordt gedekt door een verzonken zadeldak met pannen. De frontgevel is een topgevel die bekroond wordt met een goudkleurig massief stenen Grieks kruis. De frontgevel bevat de rondboogvormige toegang tot de kapel die ervoor afgesloten wordt met een halfhoog hekwerk. Hoog in de frontgevel is het jaartal 1902 in gouden letters aangebracht dat verwijst naar de eerste processie die deze kapel aandeed. Links en rechts van de toegang zijn elk zes ruwe cementstenen vlakken aangebracht die donkergrijs (voorheen grijsblauw) geschilderd zijn. Ook de omlijsting van het jaartal en de gestukadoorde lijst op de rondboog zijn in diezelfde kleur uitgevoerd.
Van binnen is de kapel wit geschilderd en tegen de achterwand is een massief stenen altaar geplaatst. Op de voorzijde van dit altaar is een goudkleurige cirkel met op vier plekken een verdikking aangebracht, waarmee een kruisnimbus gesuggereerd wordt, met daarbinnen in gouden letters IHS (met kruisje) dat afkorting is van het Griekse 'Iesus Hominum Salvator' (Jezus de redder der mensen). Boven het altaar hangt aan de achterwand een houten kruis met corpus.